# 1989 K리그 드래프트

## 일시
| 드래프트 실시 일시 : 1988년 11월 16일 | 드래프트 실시 일시 : 1988년 11월 16일 |
| 총 드래프트 신청자 : 91명             | 총 드래프트 신청자 : 91명             |
| 지명 형식                             | 숫자                                  |
| ------------------------------------- | ------------------------------------- |
| 드래프트 순번 내 지명                 | 35명                                  |
| 연고지 지명                           | 7명                                   |
| 합계 : 42명                           |                                       |

## 특징
- 1988년 10월에 일화 천마가 창단 신청을 함에 따라, 일화가 드래프트 1순위 지명권을 가져갔다.

- 당시 드래프트는 직전해 리그 성적에 역순하여 신인 지명권을 획득하였다.

- 1989년 드래프트에서 고등학교 졸업 선수가 최초로 드래프트에서 지명되었다. 각각 3차선발에서 지명된 최문식, 이효용, 이장욱 선수가 그들. 이 선수들을 시발점으로 이후 고졸 선수들의 프로 입단 사례가 하나둘 늘어나기 시작하였다.

## 지명 결과
| 구단            | 연고지명                       | 1차선발                | 2차선발 | 3차선발 | 4차선발 | 5차선발 이하           |
| --------------- | ------------------------------ | ---------------------- | ------- | ------- | ------- | ---------------------- |
| 일화 천마       | 유승관, 김기완, 고정운, 김이주 | 임종헌, 박종대, 최청일 | 박상록  | 이근룡  | 나치선  | 남호상                 |
| 대우 로얄즈     | 노경환                         | 심봉섭, 송광환         | 안성일  | 서양원  | 손종찬  |                        |
| 럭키금성 황소   | 이인재                         | 이영익                 | 김동해  | 김석환  | 오재일  | 차인규, 이장욱         |
| 유공 코끼리     | 김봉길                         | 백송                   | 차석준  | 고백진  | 이은수  | 양익전, 박찬수         |
| 현대 호랑이     |                                | 이수철                 | 최영일  | 이효용  | 오봉철  | 안종관, 김병규, 이준택 |
| 포항제철 아톰즈 | 장재학                         | 박창현                 | 신성환  | 최문식  | 최재규  | 한재식                 |